# Leningrad Cowboys
Leningrad Cowboys — финская рок-группа, основанная в 1987 году.

## История
Первое время группа носила название Sleepy Sleepers, в её репертуар входили кавер-версии песен западных рок-групп, а также аранжировки русских народных песен. В 1989 году музыканты получили приглашение сняться в фильме Аки Каурисмяки «Ленинградские ковбои едут в Америку», посвящённом приключениям сибирской группы, отправившейся на гастроли в Америку и Мексику. Фильм был показан в 24 странах мира. Пять лет спустя он получил продолжение — «Ленинградские ковбои встречают Моисея», в котором речь идёт об обратном пути музыкантов в родную деревню под предводительством своего лидера Моисея.
В 1996 году был выпущен альбом «Leningrad Cowboys go Space», в записи которого принял участие Пер Гессле из Roxette. В конце 1990-х годов зрители Торонтского кинофестиваля увидели группу на сцене одного из клубов Лос-Анджелеса — режиссёр Мика Каурисмяки запечатлел музыкантов в своём фильме «Лос-Анджелес без карты».
Наиболее крупным проектом, осуществлённым музыкантами в 1990-е годы, стало «Total Balalaika Show», созданное совместно с Ансамблем песни и пляски Красной армии им. Александрова. Премьера, на которой присутствовало 70 тысяч зрителей, состоялась в июне 1993 года на Сенатской площади в Хельсинки; через год шоу повторили в Берлине, откуда оно транслировалось на весь мир. Вышло два диска — со студийной и концертной версией; кроме того, Аки Каурисмяки снял документальную ленту «Ленинградские ковбои встречают Ансамбль Красной армии им. Александрова».
23 августа 2003 «ковбои» организовали «Global Balalaika Show», снятое также на DVD режиссёром Тимо Суоми и выпущенное 21 ноября того же года.

## Текущий состав
- Вилле Туоми — вокал
- Сакке Ярвенпяа — вокал
- Туме Ууситало — вокал и гитара
- Варре Вартиайнен — гитара
- Паули Хаута-ахо — гитара
- Сами Ярвинен — ударные
- Тимо Толонен — бас
- Окке Комулайнен — клавишные
- Пемо Ойала — труба
- Попе Пуолитайвал — саксофон
- Юха «Джей» Кортехисто — тромбон
- Анна Саинила — танцы
- Ханна Моисала — танцы

## Дискография
- 1917 — 1987 (Megamania 1988)
- Leningrad cowboys go America (Megamania 1989)
- Those Were The Days CD-Single (BMG Ariola 1991)
- Those Were The Days CD-Single (BMG Ariola 1992)
- Thru The Wire CD-Single (BMG Ariola 1992)
- We Cum From Brooklyn (Johanna 1992)
- Total Balalaika Show — Helsinki Concert (Johanna 1993)
- Live in Prowinzz (Johanna 1993)
- Happy Together (Johanna 1994)
- Jupiter Calling CD-Single (BMG Ariola 1996)
- Where’s The Moon CD-Single (BMG Ariola 1996)
- Go Space (Johanna 1996)
- Mongolian Barbeque (Johanna 1997)
- Thank You Very Many — Greatest Hits And Rarities (BMG 1999)
- Be Worry Don’t Happy CD-Promo Single (Megamania 1999)
- Terzo Mondo (Johanna 2000)
- Go Wild (BMG 2000)
- Happy Being Miserable CD-Single (Roadrunner 2000)
- Global Balalaika Show (Johanna 2003)
- Zombie’s Paradise (Sony BMG 2006)
- Buena Vodka Social Club (SPV Recordings 2011)

## Фильмография
- Ленинградские ковбои едут в Америку (Аки Каурисмяки, 1989)
- Ленинградские ковбои встречают Моисея (Аки Каурисмяки, 1994)